# Pallenopsis crosslandi
Pallenopsis crosslandi is een zeespin uit de familie Pallenopsidae. De soort behoort tot het geslacht Pallenopsis. Pallenopsis crosslandi werd in 1910 voor het eerst wetenschappelijk beschreven door Carpenter. 